# Station Hvalpsund
Station Hvalpsund was een station in Hvalpsund, Denemarken en lag aan de lijn Svenstrup - Hvalpsund.